# カスバの女
カスバの女（かすばのおんな）は、エト邦枝が1955年（昭和30年）に発表した楽曲である。

## 解説
韓国人の作曲家・久我山明が、自作の曲を作詞家の大高ひさを邸を訪れて持ち込み、その曲を聴いた大高が「日本の演歌では単なるモノマネになる」と思い、外国（アルジェのカスバ）を舞台にして詩を書いた作品であるという。
当初、芸術プロ製作映画『深夜の女』の主題歌として制作され、レコーディングを終了して発売したものの、肝心の映画が製作中止となり、発売元のテイチクレコードも熱心にキャンペーンすることなく曲は自然消滅の形となり、歌唱したエト邦枝は芸能界を去ることとなった。作詞した大高ひさをによると1766枚しか売れなかったという。その後、1967年（昭和42年）になって緑川アコがカバーして日本クラウンから発売するとこれがヒットとなり、以後は竹越ひろ子、沢たまき、扇ひろ子らがこぞってカバーして知られるようになる。これを受けて本家本元のエト邦枝も表舞台に復帰して思い出のメロディー（NHK総合テレビジョン、1976年8月7日放送）を始めとする“懐かしのメロディー”番組に出演して本曲を歌唱している。
1968年の末、藤圭子が若手作詞家の石坂まさをの前で「星の流れに」と「カスバの女」を歌いドスの効いた声と人生の哀愁をにじませた退廃的な歌い方に圧倒されスカウト。その後1969年春RCAレコードディレクターの榎本襄も同曲を聴き圧倒され他社からのデビューを自社に変更させ藤圭子が誕生した。
薬師丸ひろ子主演の映画「セーラー服と機関銃」で、薬師丸ひろ子演じる星泉が、劇中でこの曲を口ずさむシーンがある。また、ドラマ「とんぼ」で長渕剛演じる小川英二が、ベンツのカーステレオから流れるサザンオールスターズの曲を「消せ！こんな日本人をなめ腐ったような歌」と罵った後に、この曲を口ずさむシーンがある。

## 逸話
作詞した大高ひさをは、『カスバの女』を書くにあたって第二次世界大戦前に日本で公開されたジュリアン・デュヴィヴィエ監督作品で、ジャン・ギャバン主演のフランス映画『望郷』を下敷きにし、自身は「一度もアルジェリアへ行ったことがなかった」と語った。

## カバー
本楽曲をカバーした主な歌手は五十音順に次のとおり。
- 青江三奈（『GOLDEN☆BEST 青江三奈 カヴァー・コレクション』、ビクターエンタテインメント、2009年[注 1]）
- アイリー・隆 （テイチク）
- 安倍律子（キングレコード、1972年）
- 石川さゆり（『二十世紀の名曲たち 第3集』、ポニーキャニオン、1993年）
- 石原裕次郎（テイチク）
- 扇ひろ子（日本コロムビア）
- 春日八郎（『春日八郎演歌百選』キングレコード、1973年）
- 菊池章子（テイチク）
- 岸洋子（キングレコード）
- 工藤静香（『昭和の階段 Vol.1』、エクスタシーレコード、2002年）
- 沢たまき（日本ビクター）
- 沢久美（ポリドール）
- 三界りえ子（テイチク）
- 菅原文太（『男の詩 旅立ち 放浪』、ミノルフォンレコード、1974年）
- 高峰文子（テイチク）
- 竹越ひろ子（キングレコード）
- ちあきなおみ(日本コロムビア)
- 天童よしみ（『天童節 昭和演歌名曲選 第二集』、テイチク、1990年）
- 鳥羽一郎（『時代の歌』、クラウン、2003年）
- パティ・キム　(『カスバの女　パティ・キム傑作集』LP)
- 氷川きよし（『氷川きよし・演歌名曲コレクション13〜虹色のバイヨン〜』、日本コロムビア、2010年）
- 藤圭子（1st LP『新宿の女/“演歌の星”藤圭子のすべて』、Live LP『歌いつがれて25年 藤圭子演歌を歌う』、RCAレコード、1970年）
- 美川憲一（『美川憲一 スタンダード歌謡を歌う』、ドラマチックシャンソンコンサート2019にて歌唱、日本クラウン）
- 緑川アコ（日本クラウン）
- 三山ひろし（『歌い継ぐ! 昭和の流行歌 III』、日本クラウン、2012年）
- 美輪明宏（『昭和の名歌を唄う』、キングレコード、1995年）
- りりぃ（Muserecords?）映画「潜伏」エンディングテーマ
- 八代亜紀（『激唱・八代亜紀 流行歌I』、テイチク）
- 安田一葉（『波紋』、東芝EMI、2000年）